# LCP
LCP, oficialment LCP – Assamblée Nationale o LCP-AN, és l'acrònim que significa literalment “ El Canal Parlamentari de l'Assemblea National. És el canal de televisió oficial del parlament francès. Fou creat al mes de març del 2000 i emet els programes 24 hores sobre 24 per satèl·lit, cable i internet. Emet en conjunt amb Public Sénat, el canal de televisió del senat francès que pot veure's també per la TDT.